# Accademia militare di Modena

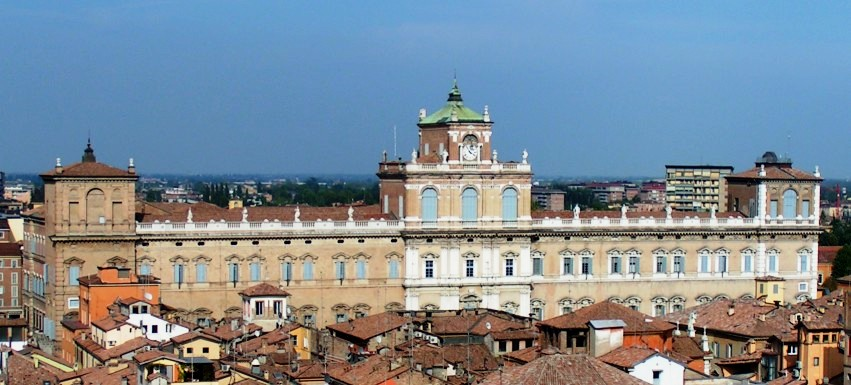
Il Palazzo Ducale di Modena, sede dell'Accademia militare

L'Accademia militare di Modena è un istituto di formazione militare dell'Esercito Italiano a carattere universitario situato presso il Palazzo Ducale di Modena. L'Accademia ha il compito di procedere alla formazione universitaria iniziale dei futuri ufficiali del ruolo normale dell'Esercito Italiano e dell'Arma dei Carabinieri in un percorso di studi che per i principali corsi dura tre anni per l'Esercito e due per i carabinieri.
L'Accademia militare di Modena, scuola militare di fanteria dal 1860, dal 1947 è l'unico istituto di formazione militare dell'esercito italiano, dopo l'unificazione dei corsi con quella di Torino (Accademia militare di Savoia) uno dei più antichi istituti di formazione militare al mondo, fondata il 1º gennaio del 1678.

## Origini e storia

### Le Accademie militari preunitarie

#### Nel Ducato di Savoia
Durante il XVII secolo, nel Ducato di Savoia si andava già presentando la necessità di istituire una scuola che offrisse una adeguata formazione militare. Quando Carlo Emanuele II ottenne il potere sul ducato, si trovò di fronte alle casse dello Stato svuotate e a un sistema militare decaduto. Egli iniziò così nel 1664 a riformare la forza armata, sopprimendo l'esercito di mercenari (il cui costo era diventato spropositato) a favore della realizzazione di un esercito di proprietà del duca stesso. Nel 1669 egli espresse la necessità di fornire al proprio apparato statale e al rinnovato organo militare una classe dirigente competente e fedele alla casa regnante, e avviò a questo proposito il progetto di un istituto di formazione militare. La progettazione e la realizzazione della sede a Torino furono affidate all'architetto di corte Amedeo di Castellamonte, che realizzò a partire dal 1675 l'edificio che avrebbe continuato a essere praticabile fino al 1943 (quando i bombardamenti aerei del secondo conflitto mondiale distrussero l'intero complesso). Il progetto si realizzò solo alcuni anni dopo a causa della scomparsa prematura del duca Carlo Emanuele II. A completarlo fu infatti sua moglie, la duchessa Maria Giovanna Battista di Savoia-Nemours, che decretò l'istituzione della Reale Accademia di Savoia, trovandosi quindi a fondare uno dei primi istituti di formazione militare al mondo. Questa continuò a essere in funzione fino al 1798, quando cessò le attività a causa dell'occupazione dei francesi del Ducato di Savoia, dopo la campagna d'Italia condotta da Napoleone Bonaparte. A Cagliari, ove si era trasferito il Re di Sardegna, venne riaperta nel 1800 e funzionò sino al 1814.

#### Nel Regno delle Due Sicilie
Nel Regno di Napoli, fu fondata il 18 novembre 1787 la Reale Accademia Militare, con sede a Pizzofalcone, uno dei più antichi istituti di formazione militare d'Italia, attraverso la fusione della Reale accademia di artiglieria del 1745 con quella del Corpo degli ingegneri del 1754.
Conosciuta come Nunziatella, con la nascita del Regno delle Due Sicilie nel dicembre 1816, ebbe un periodo di fervore organizzativo, con docenti come Francesco De Sanctis, Errico Alvino, Fedele Amante e Filippo Cassola. Nel 1861 la Nunziatella seguì il destino di tante istituzioni dell'ex Regno delle Due Sicilie e fu trasformata da accademia a scuola militare del Regio Esercito, destinata a preparare i giovani alla vita delle armi, in vista della loro ammissione all'Accademia di artiglieria e genio di Torino e all'Accademia di fanteria e cavalleria di Modena. Con il nuovo ordinamento del 1862 fu così ridenominata Collegio militare Nunziatella di Napoli.

#### Nel Ducato di Modena e Reggio

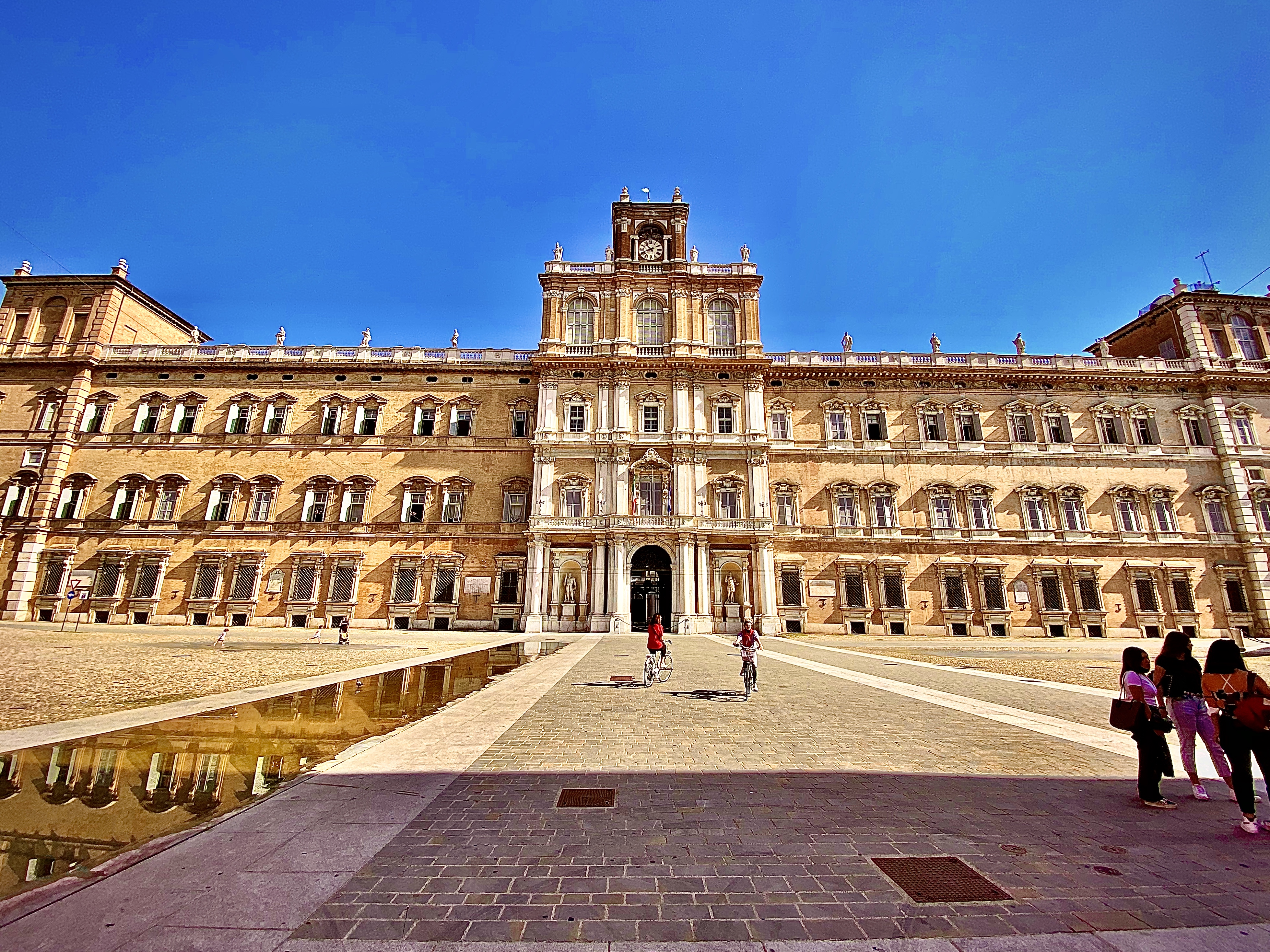
Palazzo Ducale di Modena

Nel Ducato di Modena e Reggio la fondazione di un originario istituto di formazione militare risale al XVIII secolo, quando il duca Francesco III d'Este incaricò il colonnello Giuseppe Davia di portare a compimento il progetto di fondazione di un'accademia di architettura militare per la formazione degli ufficiali dell'esercito estense. L'accademia ducale, con sede nel Palazzo Ducale di Modena, entrò in funzione nel 1757 con il nome di Accademia e Conferenza di Architettura Militare. Fu attiva fino al 1772, anno in cui venne quindi chiusa.

##### Scuola nazionale del genio e dell'artiglieria
Nel 1797 fu costituita dai francesi in Italia settentrionale la Repubblica Cisalpina, in seguito alla pressione su Bonaparte di Mosè Formiggini. Durante la parentesi francese, nel 1798, fu (oltre a essere soppressa la Reale Accademia di Savoia) istituita nel Palazzo Ducale di Modena la Scuola nazionale del genio e dell'artiglieria, attiva fino al 1814. Questa preparò gli ufficiali dell'Armata d'Italia fino al 1814 (con un'unica interruzione dal 1799 al 1801). L'accademia fu chiusa nel 1814, con la caduta di Napoleone.

### Gli istituti militari originatori

#### Accademia militare di artiglieria e genio (Torino)
Dopo la caduta di Napoleone Bonaparte, nell'ambito del processo della Restaurazione, in Piemonte rientrò in possesso del potere il re Vittorio Emanuele I, il quale ricostituì una nuova accademia del Regno di Sardegna nel 1815: la Regia accademia militare, situata a Torino.
Con la nascita del Regno d'Italia nel 1861 parte dei corsi, quelli di fanteria e cavalleria, furono destinati a Modena, mentre la Reale Accademia militare di Napoli fu destinata a scuola militare.
La scuola di Torino prese quindi il nome di Regia accademia per le armi di artiglieria e genio, e fino al 1922 fu conosciuta con il nome di Accademia Militare. Nel 1923 assume la denominazione ufficiale: Accademia militare di artiglieria e genio (Torino). Nel 1928 acquisì poi il titolo di Regia Accademia. Trasferita a Lucca nel 1943, fu sciolta dopo l'8 settembre.

#### Accademia militare di fanteria e cavalleria (Modena)

Francobollo commemorativo dell'Accademia di Modena

Dopo la Restaurazione, anche a Modena il duca Francesco IV fondò (traendo ispirazione dall'antica accademia ducale istituita da Francesco III) un'Accademia Nobile Militare, denominata poi Accademia Militare Estense, la quale ebbe durata dal 1821 al 1848.
Le esperienze napoleoniche sull'istituzione di un'accademia militare a Modena (la Scuola nazionale del genio e dell'artiglieria, 1798-1814) suggerirono al Ministro della guerra del regno di Sardegna, il generale Manfredo Fanti, l'idea di costituire a Modena un istituto di formazione militare, fondato nel 1859: la Scuola Militare dell'Italia Centrale.
Con l'ingresso nel Regno d'Italia nel 1860, fu denominata Scuola militare di fanteria. Nel 1865 diventa Scuola militare di fanteria e cavalleria, per poi assumere semplicemente il titolo di Scuola Militare fino al 1922. Nel 1923 assume la denominazione ufficiale: Accademia militare di fanteria e cavalleria (Modena). Nel 1928 acquisì poi il titolo di Regia Accademia. Dal 1937 la Regia Accademia di Modena ospitò anche i corsi per la formazione degli ufficiali dei Carabinieri Reali.
Fu chiusa dopo l'8 settembre 1943, con l'armistizio italiano della seconda guerra mondiale, così come quella di Torino.

### L'Accademia militare di Modena
I corsi del Regio esercito ripresero, unificati, dal novembre 1945 e furono tenuti a Lecce fino al 1947, quando per volere del Capo di stato maggiore dell'Esercito Raffaele Cadorna, l'Accademia Militare dell'Esercito italiano tornò a Modena con il 3º Corso ordinario.
Dopo il 24º corso del 1967, fu deciso dall'anno successivo di ridenominare i corsi a partire dal primo all’Accademia di Artiglieria e Genio di Torino del 1815, riprendendo la tradizionale numerazione storica (150º Corso).
Tra i più illustri ex-frequentatori dell'Accademia troviamo dieci marescialli d'Italia, un maresciallo dell'aria, trentuno ministri, sei presidenti del consiglio, trentuno senatori del Regno e tre senatori della Repubblica e un deputato. I nomi più illustri sono ricordati nella "Galleria della memoria" del museo storico dell'Accademia militare ubicato nella sede stessa del Palazzo ducale.

## Organigramma
L'Accademia è retta da un generale di divisione che si avvale di un "ufficio comando" retto dal suo vice. Dipendono dal comandante due reparti di livello reggimentale, il "reparto accademico" e il "reggimento allievi".

### Reparto accademico
Il reparto accademico è comandato da un colonnello che si avvale di una segreteria e di quattro dipartimenti e che è responsabile delle attività didattiche dell'istituto.
I dipartimenti sono:
- "dipartimento studi universitari e rapporti con l'università": responsabile dell'organizzazione delle lezioni e le attività universitarie e dei rapporti con l'Università di Modena e Reggio Emilia ed eventuali altri atenei.
- "dipartimento di educazione fisica": responsabile per la preparazione psicofisica degli allievi e la gestione delle infrastrutture sportive.
- "dipartimento didattica e controlli di qualità": specializzato nel controllo interno della validità degli studi.
- "dipartimento lingue straniere": responsabile degli insegnamenti delle lingue estere

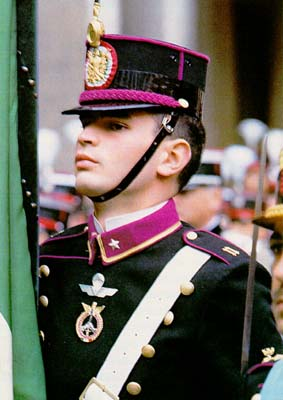
Allievo dell'accademia in uniforme storica

### Reggimento allievi
Il Reggimento Allievi, retto da un colonnello del ruolo normale raggruppa tre Battaglioni Allievi (n. 2 E.I. n. 1 CC), un modulo corsi (Ufficiali frequentatori Co. Sanivet - Co. ing.), una sezione maggiorità, una sezione addestramento.
L'ufficio del Comandante e la sezione Maggiorità sono deputati a garantire il buon andamento del reparto, la sezione Addestramento inquadra gli Ufficiali istruttori e inquadratori, la sezione Addestrativa organizza le varie attività addestrative.
I tre Battaglioni Allievi inquadrano i frequentatori dell'Accademia.

## Addestramento e ordini di studi

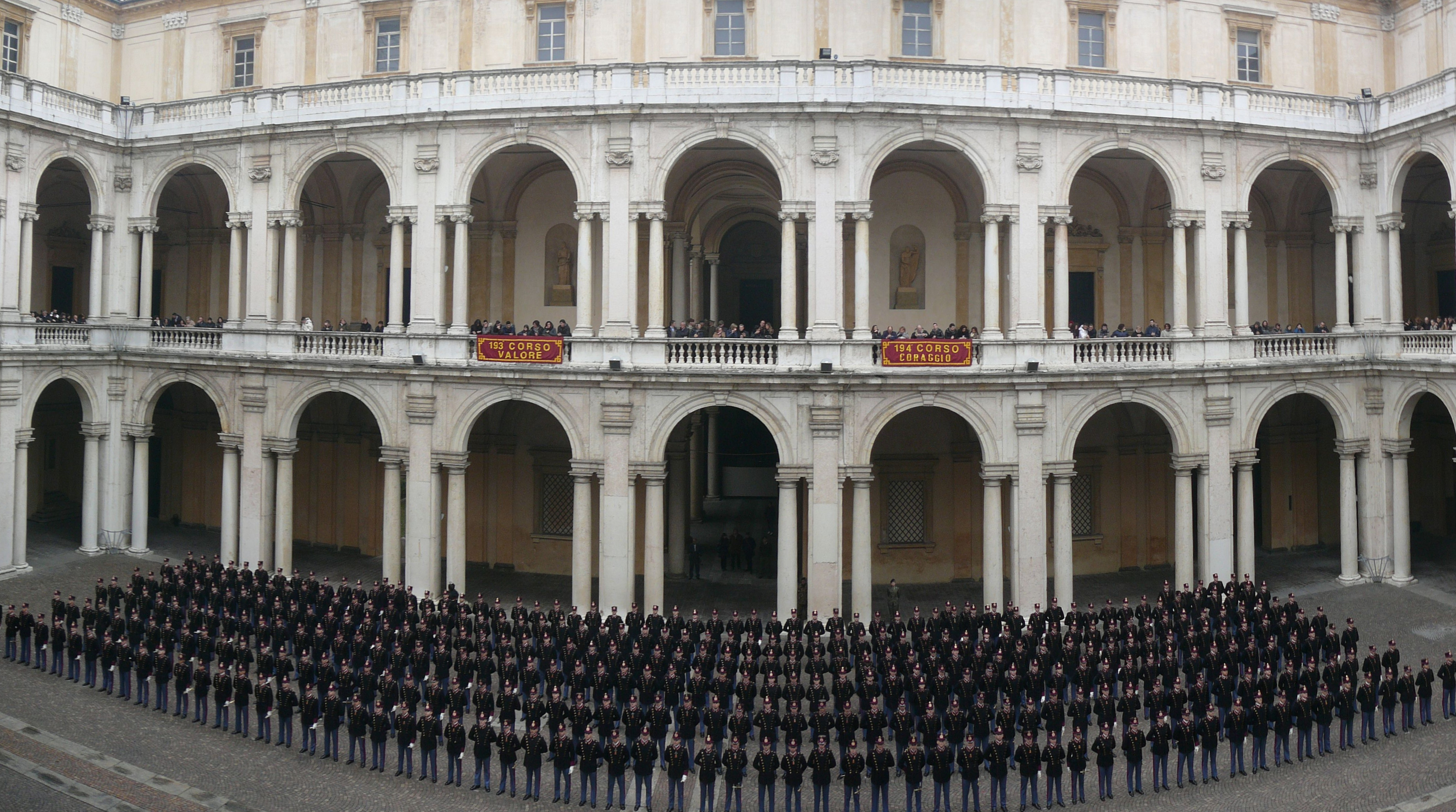
Cadetti dispiegati nel piazzale interno

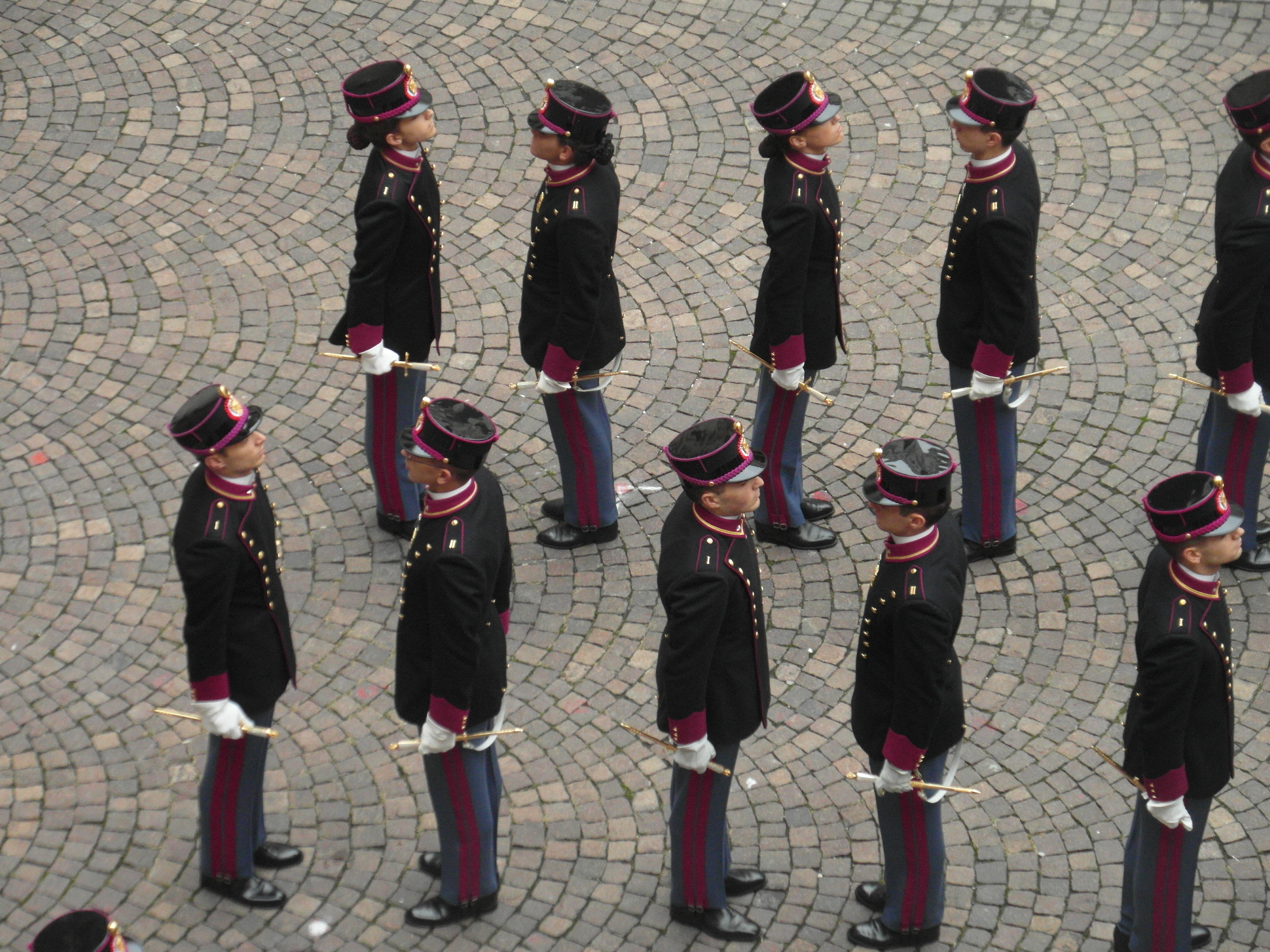
La consegna dello spadino

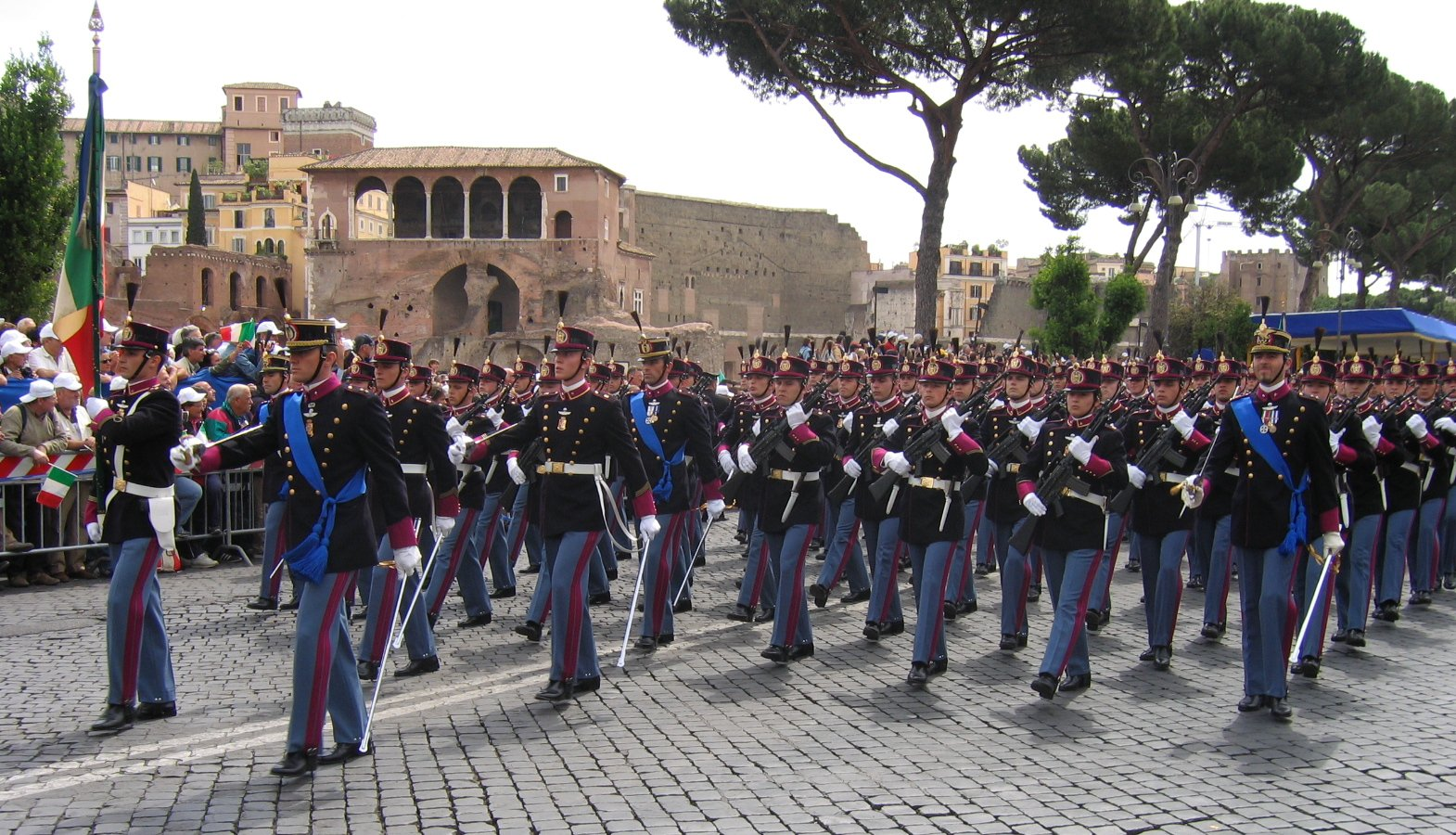
Cadetti dell'Accademia militare in parata il 2 giugno a Roma

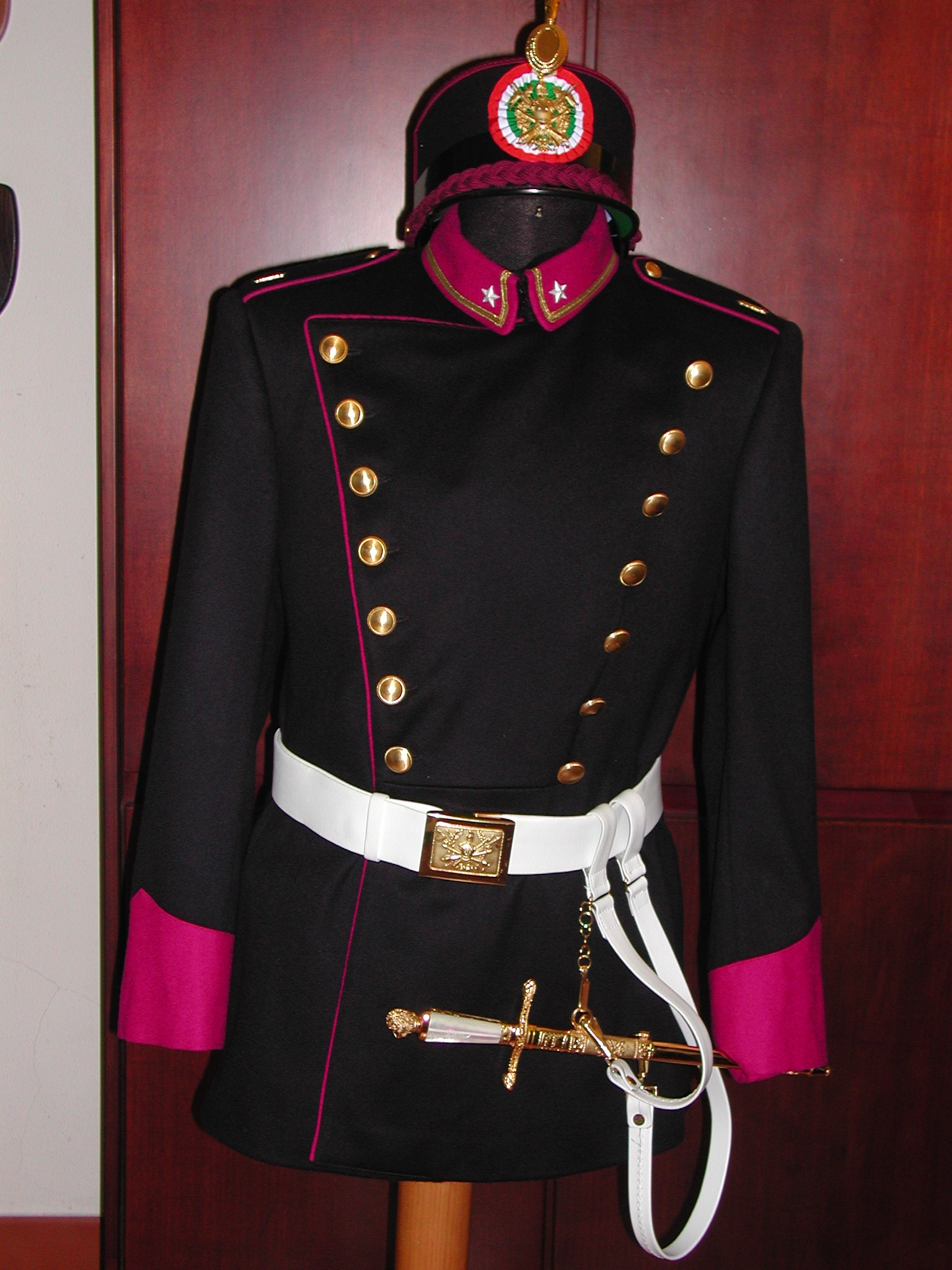
Uniforme storica dell'Accademia

Il percorso formativo si articola prevalentemente sotto aspetti culturali, militari e sportivi.
I corsi di studi sono di vario genere e durata:
- "Armi varie", "Trasporti e materiali" e "Commissariato" seguono un corso di durata triennale, che prosegue per altri tre due presso la Scuola di applicazione di Torino (laurea in scienze strategiche);
- "Arma dei carabinieri" corso biennale che prosegue presso la Scuola ufficiali carabinieri di Roma con un biennio di applicazione e un anno di specializzazione (laurea magistrale in giurisprudenza e, su base volontaria, in Scienze della sicurezza interna ed esterna);
- il corpo degli ingegneri segue un corso triennale che prosegue per due anni presso la Scuola di applicazione (laurea in ingegneria);
- i veterinari, i chimici seguono un corso di cinque anni (laurea in veterinaria, chimica e tecnologie farmaceutiche);
- i medici seguono un corso di sei anni (laurea in medicina e chirurgia).

La preparazione militare prevede:
- etica militare e arte del comando (attaccamento alle istituzioni, senso dell'onore);
- armi, topografia, lingua inglese e terminologia NATO;
- cartografia, scienza politica, meccanica, fluidodinamica, ingegneria gestionale.

Ogni reparto di allievi segue un percorso formativo proprio specializzandosi in alcune di queste discipline.
L'attività sportiva prevede la pratica di numerosi sport quali ginnastica, difesa personale, nuoto, equitazione e tiro sportivo.
Oltre a tali attività di tipo teorico (fatta eccezione per lo sport), gli allievi necessitano di una specializzazione tecnica che si manifesta nell'addestramento pratico militare.
Tali attività sono prevalentemente di tiro con armi portatili e di reparto, addestramento al combattimento, familiarizzazione con campi di battaglia e orienteering militare.
Ogni modulo prevede una esercitazione finale e oltre a queste attività sono previsti anche campi estivi particolarmente impegnativi e di tipo professionale oltre a settimane tattiche sulla neve.
Tutti gli allievi sono qualificati in base all'anno compiuto:
- I anno, "comandante di squadra": abilitato a combattere in ambienti montani, boschivi e centri abitati; abilitato al lancio con paracadute[7] o frequentatore del corso di cavalleria militare; frequenza di corso inglese e scuola guida. Durante il mese di febbraio gli allievi hanno il primo vero approccio operativo con le armi individuali e di reparto, con le tecniche di combattimento individuali (AIC), con le tecniche di orientamento, tecniche di osservazione e tutte le attività previste sul campo di battaglia. A supporto di tali attività gli allievi utilizzano svariati testi.[8]
- II anno, "pattugliatore scelto" che ha superato con successo l'omonimo corso, noto in gergo con il vecchio nome di "corso di ardimento"[9] superando un esame finale composto da una esercitazione-simulazione di combattimento a partiti contrapposti. Tale corso viene tenuto nel mese di luglio sull'Appenino modenese[10] e prevede la verifica della capacità di combattimento individuale, nonché quella di comando e leadership dell'allievo in tutte le tipologie di combattimento apprese durante il biennio d'accademia. Tale verifica è considerata propedeutica alla successiva promozione al grado di sottotenente e l'invio per il triennio specialistico presso la Scuola di applicazione e istituto di studi militari di Torino o presso la Scuola ufficiali carabinieri.

Gli allievi qualificati in questo corso sono autorizzati ad apporre sulle proprie divise il nastrino di "pattugliatore scelto" composto da una striscia nera su campo rosso.

## Giornata dell'allievo
- Sveglia 06:45 (Lun-Ven); 07:00 (Sab); 07:30 (Dom)
- Pulizia personale, sistemazione posto letto e a disposizione di Comandanti e Allievi d'inquadramento dopo la sveglia
- 1ª colazione 07:20 - 07:40 (Lun-Ven); 07:30 - 07:50 (Sab); 08:00 - 08:20 (Dom)
- Alzabandiera 08:00 (Lun - Ven); 08:10 - 08:20 (Sab - Dom)
- Lezioni/istruzioni (tre periodi) 08:10 - 10:40
- Intervallo 10:40 - 11:00
- Lezioni/istruzioni (tre periodi) 11:00 - 13:35
- Pranzo 13:40 - 14:10 (Lun - Ven); 12:00 - 12:30 (Sab - Dom)
- Lezioni/istruzioni (tre periodi) 14:20 - 16:45
- A disposizione degli Ufficiali di Inquadramento, studio, libera uscita, attività ginnico-sportive fino all’ora di cena
- Cena 20:00 - 20:30 (Lun - Ven); 19:00 - 19:30 (Sab - Dom)
- A disposizione degli Ufficiali di Inquadramento, studio, libera uscita, attività ginnico-sportive, contrappello dopo cena.

## Araldica
Lo stemma dell'Accademia militare di Modena è stato istituito con decreto del presidente della Repubblica del 30 maggio 1950. Richiama riferimenti alla Regia accademia di fanteria e cavalleria di Modena, alla Regia accademia di artiglieria e genio di Torino e allo stemma araldico di casa d'Este, del Piemonte e Modena. Sul cartiglio è riportato il motto Una Acies ("Una sola schiera").

## Numero e nome dei corsi
Ogni corso è contraddistinto da un numerico progressivo. La consuetudine era già adottata dalla Regia accademia militare di Torino e dalla Scuola militare di fanteria di Modena, ognuna con numerazione legata alla propria data di fondazione (rispettivamente 1815 e 1860). Con il riavvio delle attività nel dopoguerra, venne decisa la riunificazione delle scuole e l'inizio di una nuova numerazione, mantenuta fino al 24º corso, ma nel 1968 venne presa la decisione di ricollegarsi all'elenco di corsi della scuola di Torino, più anziana, istituendo il 150º corso. L'elenco complessivo risultante tra corsi ante e post-seconda guerra mondiale, ha però alcune anomalie dovute agli eventi bellici, nel corso dei quali vennero formati corsi accelerati, o vennero sospese le attività.
Il numero del corso caratterizza per tutto il proseguimento della carriera i suoi frequentatori. I corsi sono contraddistinti, a partire dalla fine degli anni 1970, anche da un motto. Il motto viene scelto sequenzialmente tra venti diversi nomi. Il numero venti si incontra con la tradizione di convocare a ogni ventennio e quarantennio dalla data di arruolamento, gli appartenenti ai corsi precedenti per un raduno presso l'accademia, nel corso del quale idealmente vengono accomunate le diverse generazioni di allievi.

### Elenco dei corsi dal dopoguerra e anno di ingresso
- 1º (1945)[12]
- 2º (1945)
- 3º (1946)
- 4º (1947)
- 5º (1948)
- 6º (1949)
- 7º (1950)
- 8º (1951)
- 9º (1952)
- 10º (1953)
- 11º (1954)
- 12º (1955)
- 13º (1956)
- 14º (1957)
- 15º (1958)
- 16º (1959)
- 17º (1960)
- 18º (1961)
- 19º (1962)
- 20º (1963)
- 21° (1964)
- 22° (1965)
- 23° (1966)
- 24° (1967)
- 150° (1968)
- 151° (1969)
- 152° (1970)
- 153° (1971)
- 154° (1972)
- 155° (1973)
- 156° (1974)
- 157° (1975)
- 158° (1976)
- 159° (1977)

#### Motti di corso in sequenza ciclica ventennale
| Esempio   |             | 161º - 1979 | 181º - 1999 | 201º - 2019 |
| Onore     | 162º - 1980 | 182º - 2000 | 202º - 2020 |             |
| Lealtà    | 163º - 1981 | 183º - 2001 | 203º - 2021 |             |
| Volontà   | 164º - 1982 | 184º - 2002 | 204º - 2022 |             |
| Fierezza  | 165º - 1983 | 185º - 2003 | 205º - 2023 |             |
| Dignità   | 166º - 1984 | 186º - 2004 | 206º - 2024 |             |
| Fermezza  | 167º - 1985 | 187º - 2005 | 207º - 2025 |             |
| Fedeltà   | 168º - 1986 | 188º - 2006 |             |             |
| Orgoglio  | 169º - 1987 | 189º - 2007 |             |             |
| Audacia   | 170º - 1988 | 190º - 2008 |             |             |
| Fede      | 171º - 1989 | 191º - 2009 |             |             |
| Carattere | 172º - 1990 | 192º - 2010 |             |             |
| Valore    | 173º - 1991 | 193º - 2011 |             |             |
| Coraggio  | 174º - 1992 | 194º - 2012 |             |             |
| Impeto    | 175º - 1993 | 195º - 2013 |             |             |
| Certezza  | 176º - 1994 | 196° - 2014 |             |             |
| Tenacia   | 177º - 1995 | 197º - 2015 |             |             |
| Saldezza  | 178º - 1996 | 198º - 2016 |             |             |
| Osare     | 179º - 1997 | 199° - 2017 |             |             |
| Dovere    | 160° - 1978 | 180° - 1998 | 200° - 2018 |             |

Con il 161º corso si iniziò ad attribuire al corso il nome di un valore (l'iniziativa fu dell'allora generale Corradi, già in precedenza Comandante del reggimento allievi). I venti valori individuati, ad iniziare dall'ESEMPIO, si sarebbero ripetuti ogni venti anni. Dal 150º al 172º corso si adottarono spille di corso personalizzate. Dal 173° in poi le spille saranno standardizzate raffigurando lo stemma dell'Accademia con il numero del corso al centro. Un provvedimento dello Stato maggiore dell'Esercito, in accordo con il Comando Generale dell'Arma dei Carabinieri, ha reintrodotto i distintivi tradizionali abbinati al nome del corso.

## Comandanti
- Ten. Col. Giovanni Battista Ruffini, C.te Scuola Militare dell'Italia Centrale dal 08-11-1859 al 09-05-1860, C.te Scuola militare fanteria dal 10-05-1860 al 02-07-1862
- Magg. Gen. Emilio Ferrero, C.te Scuola militare di fanteria dal 03-07-1862 al 18-09-1865, C.te Scuola militare di fanteria e cavalleria dal 19-09-1865 al 07-05-1866
- Ten. Gen. Luigi Scozia di Calliano, C.te Scuola militare di fanteria e cavalleria dall'1-06-1866 al 13-10-1866
- Magg. Gen. Federico Manassero di Costigliole, C.te Scuola militare di fanteria e cavalleria dal 14-10-1866 al 10-09-1871
- Magg. Gen. Cesare Ferreri, C.te Scuola militare di fanteria e cavalleria. Cte Scuola Militare dal 01-10-1873 al 02-06-1881
- Magg. Gen. Giovanni Corvetto, C.te Scuola militare dal 03-06-1881 al 03-03-1887
- Magg. D. Ottone Tournon, C.te Scuola militare dal 04-03-1887 al 02-11-1890
- Magg. Gen. Francesco Carenzi, C.te della Scuola militare dal 03-11-1890 al02-07-1891
- Magg. Gen. Federico Queirazza, C.te Scuola militare dal 04-08-1891 al 03-12-1893
- Magg. Gen. Gerolamo Pezzoli, C.te della Scuola militare dal 23-12-1893 al 25-09-1896
- Ten. Gen. Pietro Cesano, C.te della Scuola militare dal 26-09-1896 al 31-08-1901
- Ten. Gen. Giuseppe Prudente, C.te C.te Scuola militare dal 01-09-1901 al 30-06-1902
- Ten. Gen. Ludovico Barbieri, C.te Scuola militare dal 01-07-1902 al 25-10-1903
- Ten. Gen. Emilio Massone, C.te Scuola militare dal 26-10-1903 al 03-09-1906
- Ten. Gen. Luigi Nava, C.te Scuola militare dal 04-09-1906 al 05-11-1909
- Ten. Gen. Gaetano Zoppi, C.te Scuola militare dal 06-11-1909 al 12-07-1911
- Ten. Gen. Diomede Saveri, C.te della Scuola militare dal 01-08-1911 al 01-09-1914
- Ten. Gen. Francesco Marchi, C.te Scuola militare dal 03-09-1914 al 24-05-1915
- Magg. Gen. Giustiniano Rossi, C.te Scuola militare dal 25-05-1915 al 10-06-1917
- Magg. Gen. Camillo Morra, C.te Scuola militare dal 14-06-1917 al 16-02-1919
- Magg. Gen. Giovanni Arrighi, C.te della Scuola militare dal 23-02-1919 al 02-03-1920
- Magg. Gen. Enrico Asinari di San Marzano, C.te Scuola militare dal 29-03-1920 al 28-10-1921
- Gen. D. Orlando Freri, C.te Scuola militare dal 29-10-1921, C.te dell'Accademia militare di fanteria e cavalleria dal 26-01-1923 al 15-09-1925
- Gen. D. Valentino Bobbio, C.te Accademia militare di fanteria e cavalleria dal 15-10-1925 al 15-10-1927
- Gen. D. Renato Piola Caselli, C.te Accademia militare di fanteria e cavalleria dal 25-10-1927 al 15-03-1928
- Gen. D. Francesco Togni, C.te della Regia accademia di fanteria e cavalleria dal 16-03-1928 al 16-11-1929
- Gen. D. Rodolfo Corselli, C.te della Regia accademia di fanteria e cavalleria e della scuola di applicazione di fanteria dal 17-11-1929 al 30-09-1931
- Gen. D. Alfredo Guzzoni, C.te Regia accademia di fanteria e cavalleria e della Scuola di applicazione di fanteria dal 01-10-1931 al 23-09-1933
- Gen. D. Italo Gariboldi, C.te Regia accademia di fanteria e cavalleria e della Scuola di applicazione di fanteria dal 24-09-1933 al 06-01-1936
- Gen. B. Francesco Zingales, C.te della Regia accademia di fanteria e cavalleria e della Scuola di applicazione di fanteria dal 07-01-1936 al 22-09-1937
- Gen. B. Benvenuto Gioda, C.te Regia accademia di fanteria e cavalleria e della Scuola di applicazione di fanteria dal 23-09-1937 al 15-12-1939
- Gen. B. Giovanni Maccario, C.te Regia accademia di fanteria e cavalleria e della Scuola di applicazione di fanteria dal 16-12-1939 al 10-06-1940
- Gen. D. Giacomo Carboni, C.te della Regia accademia di fanteria e cavalleria e della Scuola di applicazione di fanteria dal 15-09-1940 al 01-12-1941
- Gen. D. Matteo Negro, C.te della Regia Accademia di fanteria e cavalleria e della Scuola di applicazione di fanteria dal 02-12-1941 al 08-09-1943
- Col. Salvo Catolfi Salvoni, C.te delle Regie accademie militari dal 15-04-1944 al 15-10-1944
- Col. Roberto Belardini, C.te delle Regie accademie militari dal 16-10-1945 al 30-11-1945, Cte Regia accademia militare dal 01-12-1945 al 18-06-1946, Cte Accademia militare dal 19-06-1946 al 04-11-1946
- Gen. D. Gildo Verna, C.te Accademia militare dal 05-11-1946 al 08-11-1948
- Gen. D. Giuseppe Pizzorno, C.te Accademia militare dal 09-11-1948 al 30-11-1950
- Gen. D. Luigi Mondini, C.te Accademia militare dal 01-12-1950 all'11-05-1953
- Gen. D. Galliano Scarpa, C.te dell'Accademia militare dal 12-05-1953 al 14-02-1955
- Gen. D. Pietro Barbarino, C.te dell'Accademia militare dal 15-02-1955 al 01-10-1956
- Gen. D. Giovanni Verando, C.te Accademia militare dal 02-10-1956 al 15-10-1959
- Gen. D. Umberto Rosato, C.te Accademia militare dal 16-10-1959 al 31-10-1962
- Gen. D. Oreste Viligiardi, C.te Accademia militare dal 01-11-1962 al 30-10-1964
- Gen. B. Giovanni Broggi, C.te Scuola militare dal 31-10-1964 al 01-08-1966
- Gen. B. Giovanni Masia, C.te Accademia militare dal 02-08-1966 al 31-08-1969
- Gen. B. Lelio Giannangeli, C.te Scuola militare dal 01-09-1969 al 20-10-1972
- Gen. B. Franco Barbolini, Cte Accademia militare dal 21-10-1972 al 09-09-1975
- Gen. B. Roberto Coppola, C.te Accademia militare dal 10-09-1975 al 31-08-1977
- Gen. B. Natale Dodoli, C.te Accademia militare dal 01-09-1977, lascia il comando 27-07-1981
- Gen. D. Pietro Re, C.te Accademia militare dal 28-07-1981 al 10-11-1984
- Gen. D. Giovanni Brugnola, C.te Accademia militare dall'11-11-1984 al 26-11-1987
- Gen. D. Paolo Cavanenghi, C.te Accademia militare dal 27-11-1987 al 05-11-1990
- Gen. D. Cesare Pucci, C.te Accademia militare dal 06-11-1990 al 05-08-1992
- Gen. D. Alberto Zignani, C.te Accademia militare dal 28-09-1992 al 13-01-1995
- Gen. D. Bruno Loi, C.te Accademia militare dal 14-01-1995 al 14-06-1997
- Magg. Gen. Gaetano Romeo, C.te Accademia militare dal 28-06-1997 al 23-10-1999
- Brig. Gen. Giuseppe Valotto, C.te Accademia militare 24-10-1999 al 21-07-2001
- Brig. Gen. Massimo De Maggio, C.te Accademia militare 2001-2003
- Gen. D. Carlo Gibellino, C.te Accademia militare 2003-2005
- Gen. C.A. Francesco Tarricone, C.te Accademia militare 2005-2008
- Gen. D. Roberto Bernardini, C.te Accademia militare 2008-2010
- Gen. D. Massimiliano Del Casale, C.te Accademia militare 2010-2012
- Gen. D. Giuseppenicola Tota, C.te Accademia militare 2012-2014
- Gen. D. Salvatore Camporeale, C.te Accademia militare 2014-2017
- Gen. D. Stefano Mannino, C.te Accademia militare 2017-2019
- Gen. D. Rodolfo Sganga,  C.te Accademia militare 2019-2021
- Gen. D. Davide Scalabrin, C.te Accademia militare 2021-2025
- Gen. D. Stefano Messina, C.te Accademia militare 2025-in carica

## Filmografia
- Sull'Accademia è stato girato nel 1956 un video documentario in bianco e nero dalla RAI ne "Le inchieste del telegiornale" dal titolo: "Cappelloni... e no!" - della durata di 60 minuti circa; regia Scherb, Igor Sani, Massimo.